# Kloster Ottmarsheim

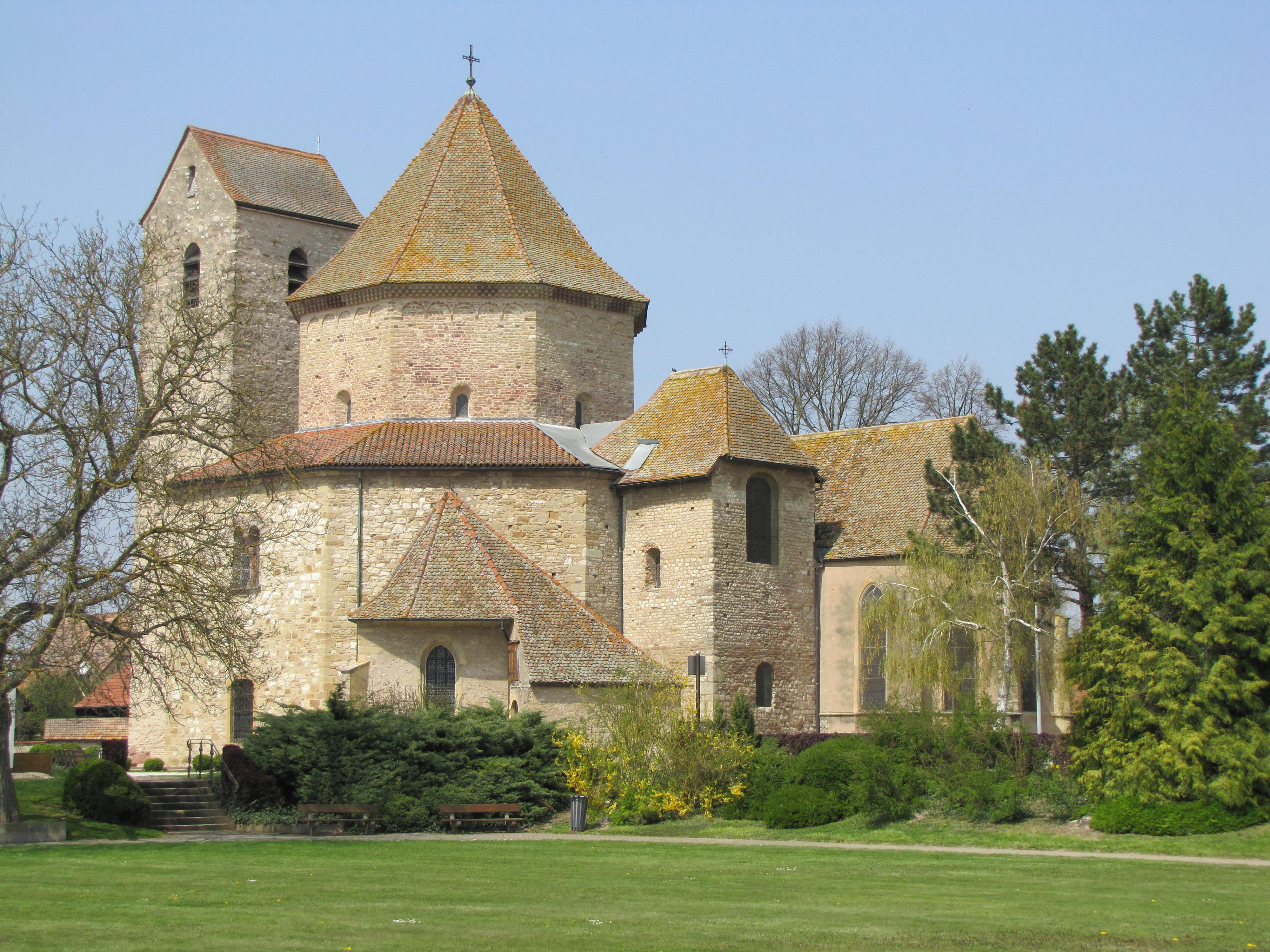
Die Abteikirche

Das Kloster Ottmarsheim (früher auch: Othmarsheim) ist ein Klosterstandort in Ottmarsheim im Elsass, Département Haut-Rhin in Frankreich. Der Ort liegt an der historischen Fernstraße, die von Italien über Basel, Straßburg und Mainz in die Niederlande führte. Dort befanden sich vom 11. bis zum 18. Jahrhundert nacheinander ein Benediktinerinnenkloster und ein adeliges Damenstift. Im 19. Jahrhundert kam es zu einer Neuansiedlung von Benediktinerinnen, und zu Beginn des 21. Jahrhunderts ging das Kloster an die Kongregation Serviteurs de Jésus et de Marie über. Erhalten ist die frühere Abteikirche, die größtenteils im 11. Jahrhundert erbaut wurde.

## Erstes Kloster: Benediktinerinnen und Damenstift
Um das Jahr 1030 stifteten Rudolf von Altenburg, ein Sohn des Lanzelin aus dem Haus Habsburg, und seine Frau Kunigunde, das Kloster in Ottmarsheim, das ihre Grablege werden sollte. 1049 weihte Papst Leo IX., ein Elsässer, der aus Eguisheim stammte und wahrscheinlich ein Cousin des Stifters war, die neue Kirche mit dem Patrozinium der Gottesmutter Maria. Das Kloster war, wie alle Benediktinerinnenklöster, der Jurisdiktion des Diözesanbischofs, des Bischofs von Basel, entzogen und direkt dem Papst unterstellt. Es entwickelte sich eine bedeutende Wallfahrt zu Reliquien des heiligen Quirinus, die in der Kirche verehrt werden.
Im Zuge der Auseinandersetzung Rudolfs IV. von Habsburg, des späteren römisch-deutschen Königs Rudolf I. (1218–1291), mit dem Bischof von Basel wurde das Kloster Ottmarsheim 1272 von den Verbündeten des Bischofs niedergebrannt. Auch bei den Auseinandersetzungen zwischen den Habsburgern und der Schweizerischen Eidgenossenschaft wurde das Kloster mehrmals schwer geschädigt:
- 1445 zerstörten die Baseler den Kreuzgang und nahmen das Gnadenbild des heiligen Quirinus mit,
- 1446 kamen sie erneut, brannten das Kloster nieder und nahmen die Marienstatue mit.
- 1525 erlitt das Kloster im Bauernkrieg nochmals Schaden.

Äbtissin Agnes von Dormentz (1578–1584) sorgte nach der Reformation dafür, dass das Benediktinerinnenkloster in ein adeliges Damenstift umgewandelt wurde.
Während des Dreißigjährigen Krieges plünderten die Schweden das Stift. Die Stiftsdamen flohen nach Basel. Mit dem Westfälischen Frieden von 1648 wurde Ottmarsheim französisch, die Stiftsdamen konnten zurückkehren, und Ludwig XIV. förderte das Stift.
Bei der Säkularisation in Folge der Französischen Revolution wurde das Stift aufgelöst, 1790 entschädigungslos enteignet und 1792 auch formal aufgehoben. Die Klostergebäude wurden auf Abbruch versteigert und in der Folge mit zwei Ausnahmen abgerissen: Die ehemalige Abteikirche Ottmarsheim wurde von der politischen Gemeinde gekauft, um sie als Pfarrkirche zu nutzen. Diese Nutzung und Eigentümerschaft sind bis heute erhalten geblieben. Das 1711 erbaute Gästehaus erfuhr eine Nachnutzung als Gendarmeriekaserne und blieb so ebenfalls erhalten. Es wurde ab dem 19. Jahrhundert wieder als Benediktinerinnenkloster genutzt.

## Wiederansiedlung von Benediktinerinnen  und Übergang an die Serviteurs de Jésus et de Marie
1848 ließen sich Schweizer Benediktinerinnen, die dort vertrieben worden waren,  mit örtlicher privater Hilfe in Ottmarsheim neben der ehemaligen Abteikirche nieder und bauten ein Klostergebäude, das Monastère Sainte-Anne, sowie 1867 eine der heiligen Anna gewidmete Kapelle, die 1912 mit einer romantischen Orgel von Georg Stahlhuth ausgestattet und ab 1930 von Notker Becker künstlerisch ausgestaltet wurde. Die Annakapelle steht unter Denkmalschutz. Zu Beginn des 20. Jahrhunderts schloss sich der Konvent den Benediktinerinnen vom Heiligsten Sakrament an, die sich der eucharistischen Anbetung widmeten. Von 1939 bis 1945 mussten die Nonnen ihr Kloster räumen und kamen im Benediktinerinnenkloster Rosheim unter, von dem der 1946 zurückgekehrte Konvent in Ottmarsheim kirchenrechtlich abhängig blieb.
Der zunehmende Rückgang der Berufungen führte dazu, dass die Schwestern ihre Baulichkeiten ab 1991 sukzessive der Kongregation Serviteurs de Jésus et de Marie überließen und schließlich 2004 ganz aufgaben. Seither trägt das Kloster den Namen Prieuré Saint Bernard (Priorat St. Bernhard, Rue du Couvent 3).